# Cimetière d'Obernai
Le cimetière d'Obernai est un monument historique situé à Obernai, dans le département français du Bas-Rhin.

## Localisation
Ces constructions sont situées à Obernai.

## Historique
L'édifice fait l'objet d'une inscription au titre des monuments historiques depuis 1929.

## Architecture

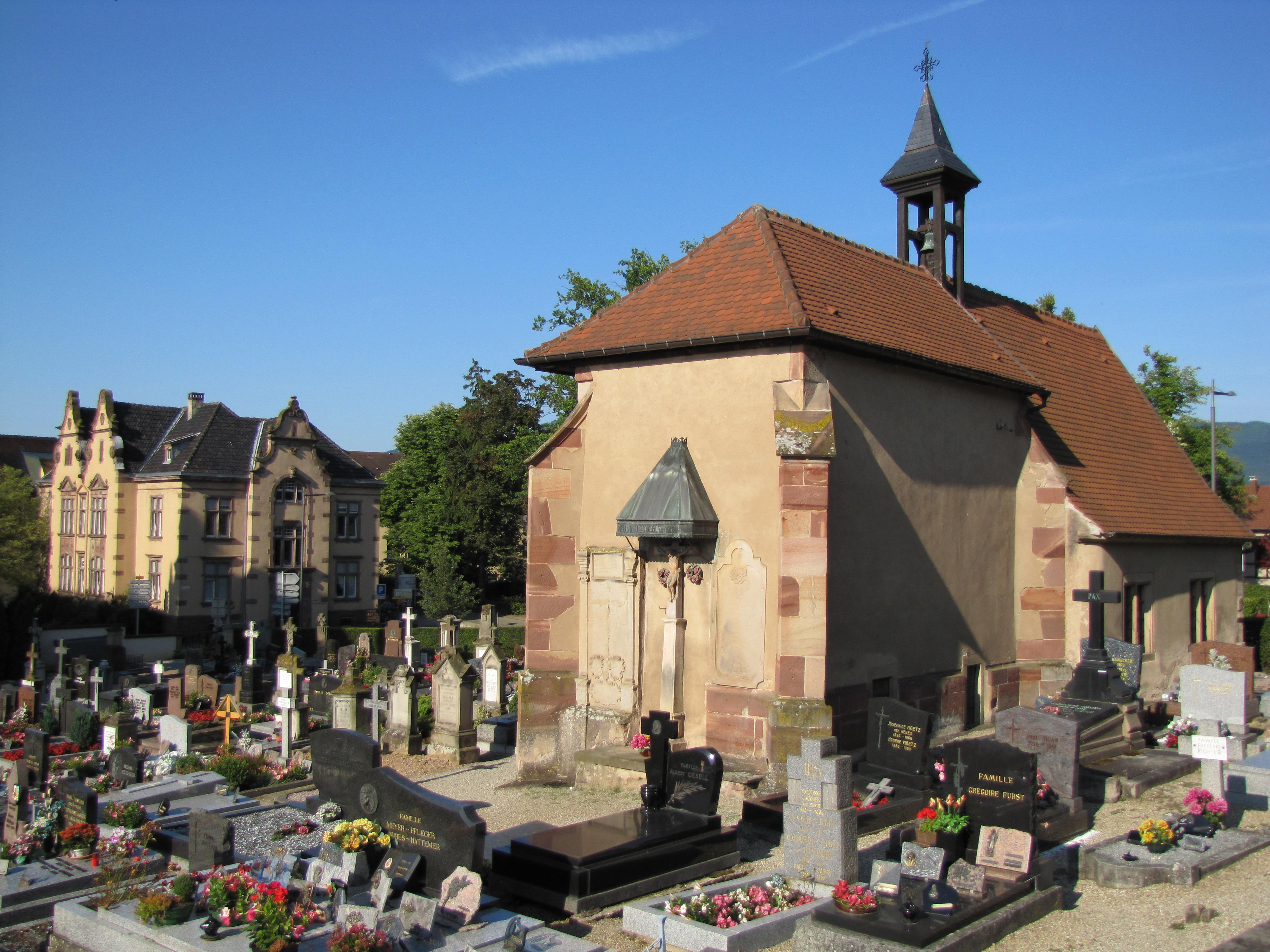
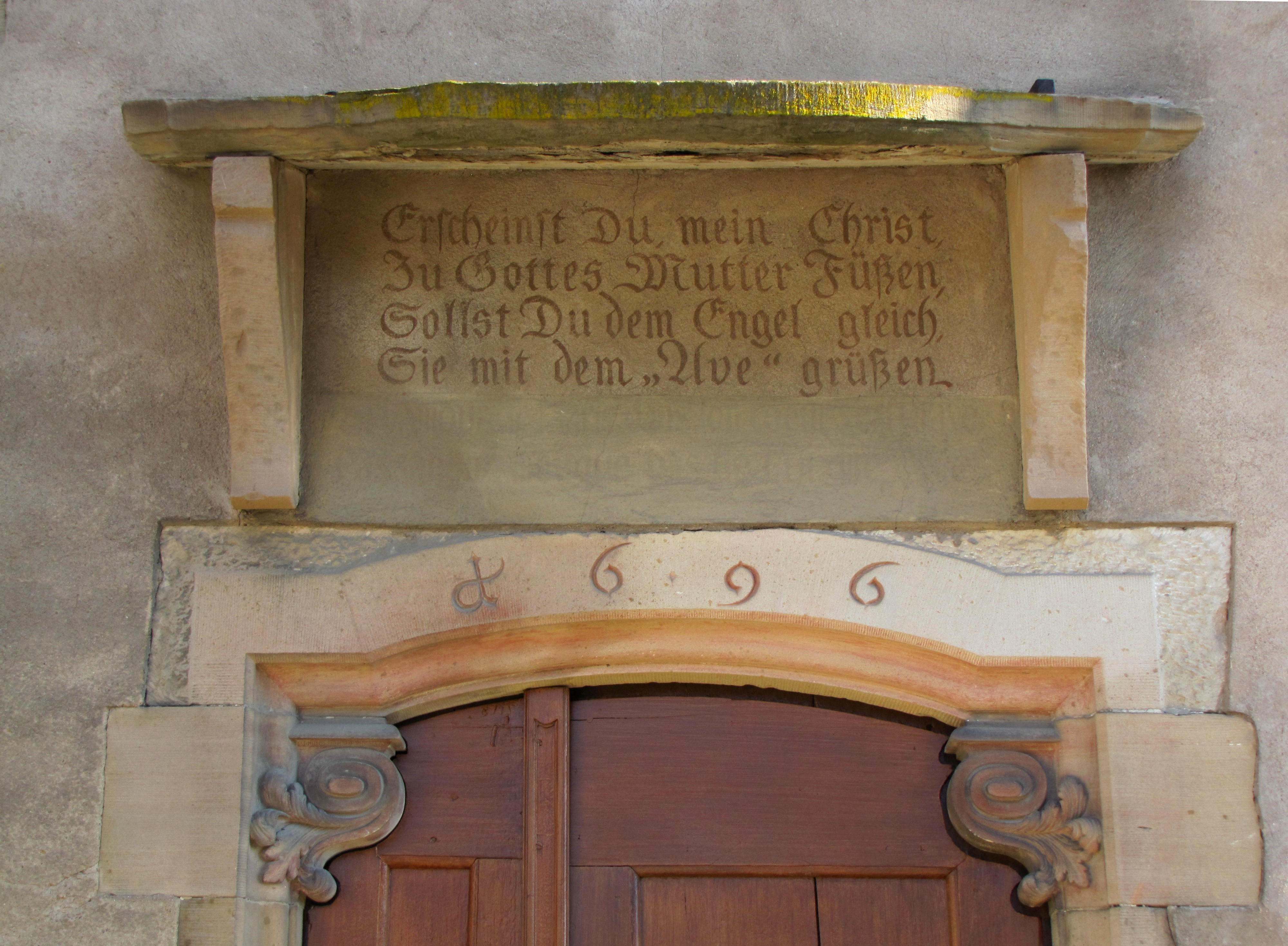
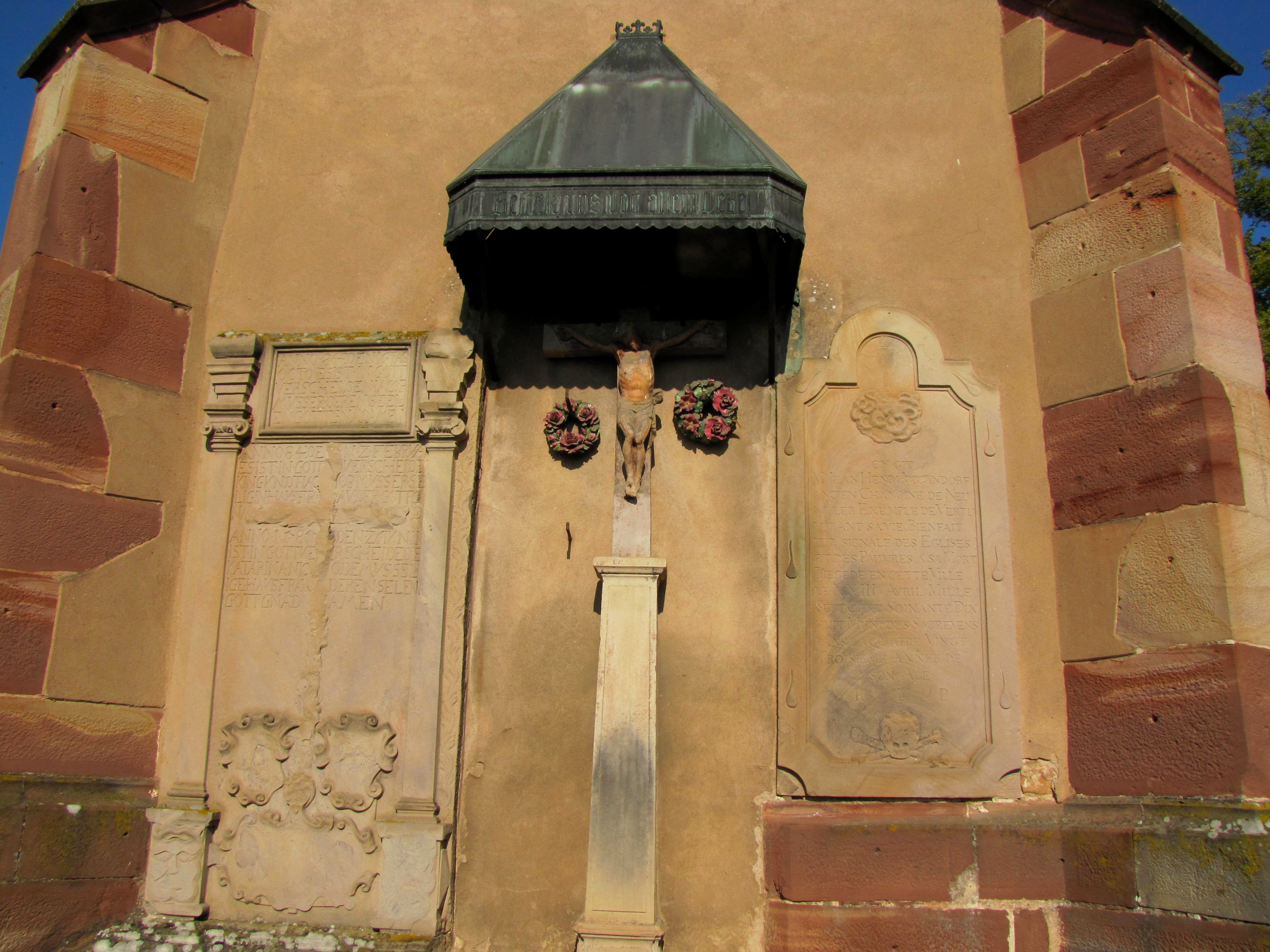
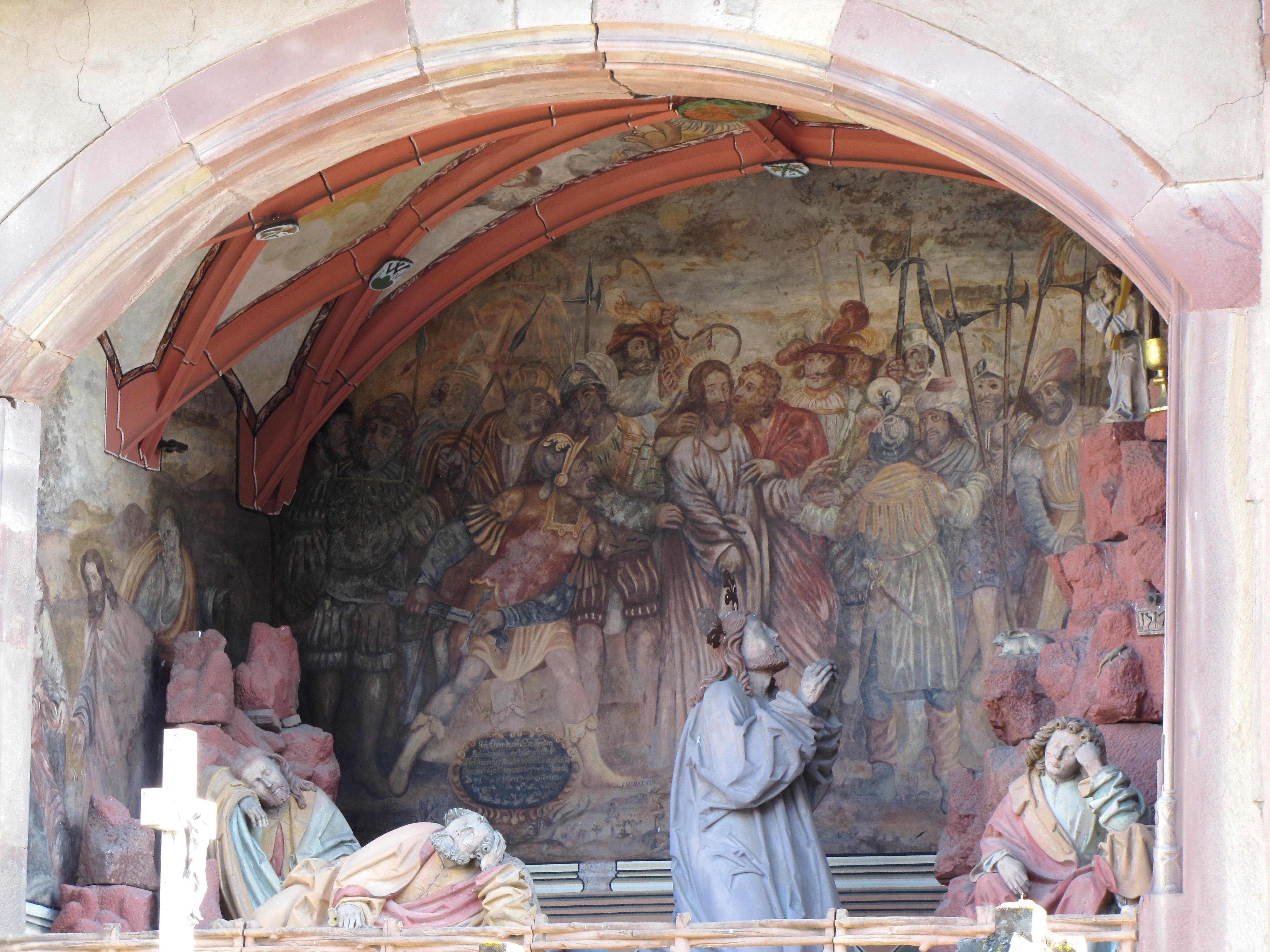
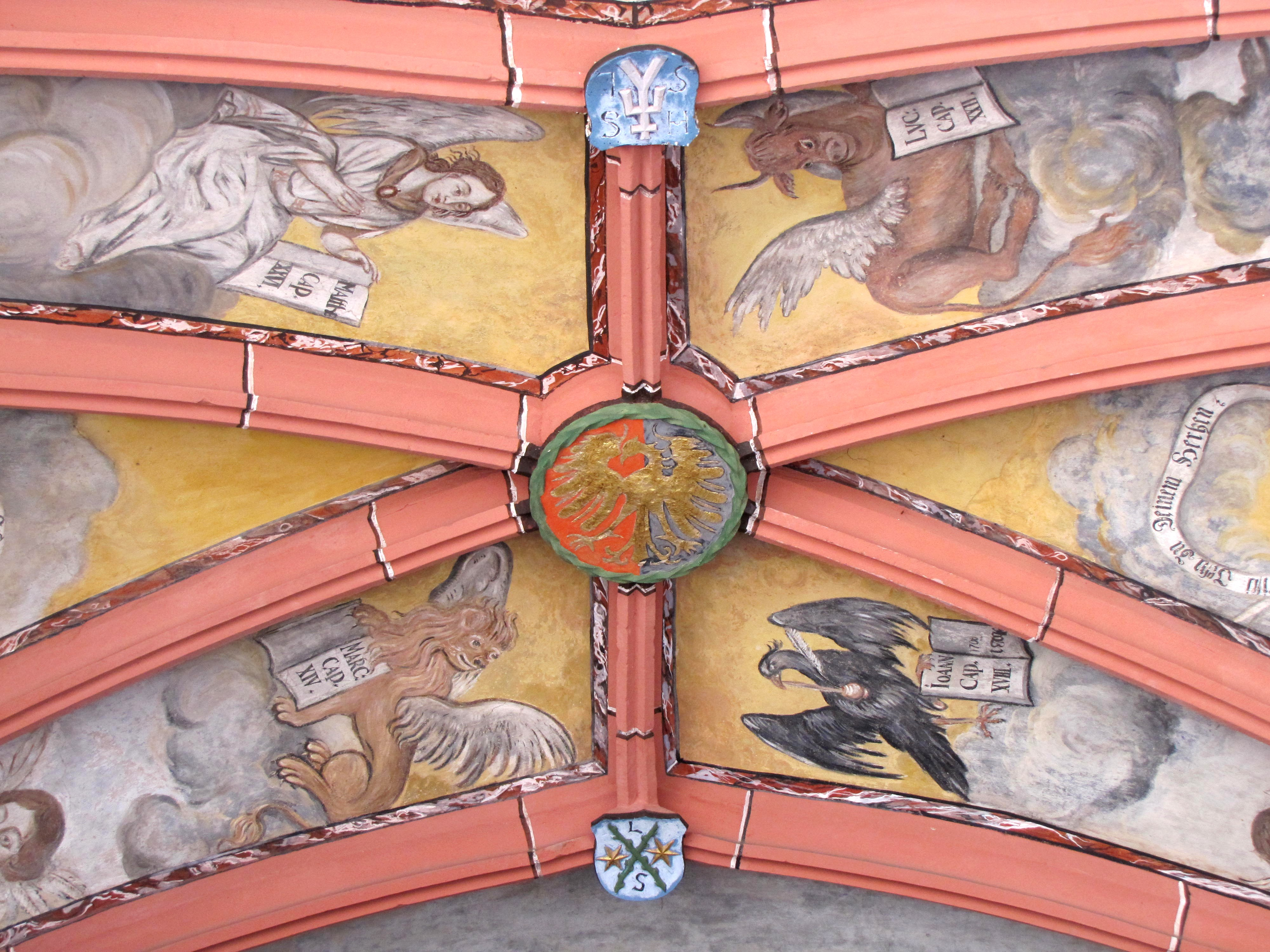